# Les Fêtes de l'Hymen et de l'Amour
Les Fêtes de l'Hymen et de l'Amour ou Les Dieux d'Égypte est un opéra-ballet (ou ballet héroïque) de Jean-Philippe Rameau sur un livret de Louis de Cahusac.
La pièce comporte un prologue et trois entrées ; elle a été représentée pour la première fois le 15 mars 1747 à l'occasion du second mariage du dauphin Louis (fils de Louis XV) avec Marie-Josèphe de Saxe (voir aussi : La Princesse de Navarre). La représentation eut lieu sur la scène du Manège de la Grande Écurie pendant une semaine de festivités au cours de laquelle eurent lieu une reprise de la tragédie en musique Persée de Lully et l'exécution de l'opéra-ballet L'Année galante de Charles-Louis Mion.

## Création
Peu avant ce mariage, organisé de façon urgente à la suite du décès prématuré de la première dauphine, Marie-Thérèse d'Espagne, Rameau venait de terminer un ballet héroïque en trois entrées sur un livret de Louis de Cahusac intitulé Les Dieux d'Égypte, ballet qui était prêt pour une présentation à l'Académie royale de musique. C'était la seconde collaboration de Rameau et de Cahusac, qui lui avait fourni en 1745 le livret des Fêtes de Polymnie.
Pour fournir rapidement l'œuvre commandée pour les célébrations du mariage, les auteurs ajoutèrent un prologue mettant en scène l'Amour et l'Hymen réconciliés, prologue qui est donc suivi des trois entrées intitulées Osiris, Canope et Aruéris ; les dieux d'Égypte sont eux aussi, soumis à la passion amoureuse et aux douces chaînes du mariage ...
L'œuvre fut reprise en 1748 et bénéficia de 150 représentations en près de trente ans.

## Recréation
Les Fêtes de l'Hymen et de l'Amour ont été recréées à l'Opéra royal du château de Versailles le 13 février 2014 à l'occasion de l'année Rameau.

## Résumé de l'œuvre

### Prologue
L'Amour, bien qu'accompagné des Plaisirs, des Grâces, des Jeux et des Ris, est triste parce qu'il va être soumis à l'Hymen. Mais ce dernier arrive, avec à ses côtés les Vertus. L'Amour tremble mais l'Hymen le rassure et le détrompe : il ne veut que le triomphe de l'Amour, ils sont faits l'un pour l'autre. Les deux vont donc se réconcilier et ne rechercher que le bonheur des époux et leur fidélité. La suite de l'Amour et celle de l'Hymen se joignent pour danser ensemble  en l'honneur des noces du Dauphin.

### Première entrée: Osiris
Mirrine met en garde Orthésie, la reine des amazones contre la venu d'Osioris et de ses troupes qui s'approchent pour les amadouer et les séduire. Les amazones se préparent au combat cependant qu'Osiris organise un ballet gracieux, les saisons offrent fruits et fleurs en présent à Orthésie, laquelle commence à se laisser fléchir. Quant à Mirrine, elle est furisue et s'enfuit.

## Sources
- Philippe Beaussant (dir.), Rameau de A à Z, Paris, Fayard, mai 1983, 397 p. (ISBN 2-213-01277-6)
- (en) Cuthbert Girdlestone, Jean-Philippe Rameau : His life and work, New York, Dover Publications, coll. « Dover books on music, music history », 1969, 2e éd. (1re éd. 1957), 631 p. (ISBN 0-486-26200-6, lire en ligne)
- Livret d'accompagnement de l'enregistrement par le Concert Spirituel en 2014

## Discographie
- Le Concert Spirituel, dir. Hervé Niquet (2 CD Glossa, 2014)